# Millionär (Roman)
Millionär ist ein 2007 erschienener Roman des deutschen Schriftstellers Tommy Jaud. Das Buch ist eine Fortsetzung des Romans Vollidiot und handelt erneut von Simon Peters und seinem chaotischen Leben. Das dritte Buch der Reihe erschien 2012 unter dem Titel Überman.

## Handlung
Simon Peters findet nach seiner Entlassung aus dem T-Punkt keinen Job mehr und wird zum Hartz-IV-Empfänger. Sein geräumiges Apartment muss er gegen eine kleine Wohnung in Köln-Sülz eintauschen, sein Auto verkaufen. Den Alltag bewältigt er, indem er an alten Gewohnheiten festhält. So fährt er beispielsweise jeden Morgen ins „Büro“, als das ihm ein PC im persischen Internetcafé Shahins WebWorld dient. Von dort aus schreibt er Beschwerde-E-Mails an diverse Unternehmen und kommt so an Gratispackungen, die ihm über die Runden helfen und ihn zu weiteren Beschwerden animieren. Immer öfter telefoniert er dabei mit Annabelle Kaspar, die bei der Kundenberatung von Procter & Gamble arbeitet, und spürt beim Plaudern über private Themen eine wachsende Zuneigung für sie. Annabelle hat früher in direkter Nachbarschaft zu seiner jetzigen Wohnung gewohnt und während dieser Zeit häufig einen Kiosk besucht, in dem er jetzt einkauft.
Als Simon sich bei seinem Vermieter über die Lautstärke von Bauarbeitern beschwert, zeigt ihm dieser die Umbaumaßnahmen: Im oberen Stockwerk des Hauses entsteht ein Penthouse mit schöner Aussicht und edlem Interieur. Mit der neuen Mieterin des Apartments, Johanna Stähler, die Geschäftsführerin bei EMI Europe ist, kommt Simon aber nicht aus, weshalb er beschließt, Millionär zu werden, um seinem Vermieter das gesamte Wohnhaus abkaufen und Stähler kündigen zu können. Nach einer Anzahlung von 10.000 Euro, die er sich von seinem ehemaligen Arbeitskollegen Flik leiht, bleiben Simon nun zwei Wochen Zeit, das restliche Geld zu besorgen. Eine skurrile Geschäftsidee, die Simon mithilfe des Betreibers des Internetcafés umsetzt, lässt sein Hobby zum Beruf werden: Er erstellt eine Internetseite, auf der er Personen verspricht, ihre Probleme zu lösen und wirbt dafür mit dem eBay-ähnlichen Slogan 3…2…1…Keins!. Nach einigen durchgeführten Aufträgen und Berichten im Fernsehen, die seiner Geschäftsidee zu schnellem Ruhm verhelfen, verkauft Simon seine Internetseite für 4 Millionen Euro an eBay.
Tatsächlich kauft Simon nun das Haus, muss aber feststellen, dass alles umsonst war, denn Stähler zieht sowieso aus, da sie nach Litauen versetzt wird. Durch den Kioskbesitzer, den Annabelle und er kennen, findet Simon heraus, dass Annabelle wieder in Köln wohnt. Er macht sich zu ihr auf den Weg und klingelt, woraufhin nach einiger Zeit die Tür geöffnet wird. Das Happy End des Romans verdeutlicht die nun folgende E-Mail Simons an den Kundenservice eines Mousse-au-Chocolat-Herstellers, den er für sein fabelhaftes Produkt lobt, indem er schreibt, dass seine Freundin und er gar nicht mehr aufhören können, dessen Mousse zu essen.

## Kritik
Der als Unterhaltungslektüre angelegte Roman wurde von der Presse höchst unterschiedlich aufgenommen:

„Tommy Jaud brennt in seinem dritten Roman ein Feuerwerk aberwitziger Einfälle ab, sorgt aber gleichzeitig dafür, dass dem Leser mitunter das Lachen im Halse stecken bleibt!“

„Ein Plot von der Substanz eines Lufthauchs, den Jaud durch den Einschub von allerlei Episoden so lange aufbläst, bis ein Buch daraus wird, das durch die pure Existenz in einer Buchhandlung den Durchschnitts-IQ der dort zufällig versammelten Kundschaft um mindestens 20 Punkte senken dürfte und dessen erster Satz lautet: ‘Ein Drittel der Menschheit ist bekloppt.’“

## Hörbuch
Wie in den ersten beiden Büchern Tommy Jauds leiht wiederum Christoph Maria Herbst Simon Peters seine Stimme und spricht die anderen Figuren durch Veränderung seiner Stimmlage. 